# Episinus chiapensis
Episinus chiapensis là một loài nhện trong họ Theridiidae.
Loài này thuộc chi Episinus. Episinus chiapensis được Herbert Walter Levi miêu tả năm 1955.